# Barada (USA)
Barada – wieś w Stanach Zjednoczonych, w stanie Nebraska. W 2010 roku liczyła 24 mieszkańców.